# Pedro Carranza
Fray Pedro Carranza Salinas O.Carm. (Sevilla, 1567 - Buenos Aires, 29 de noviembre de 1632) fue un fraile carmelita y obispo español que se desempeñó como 1.er Obispo de Buenos Aires, desde 1621 hasta su fallecimiento en 1632.

## Biografía

### Primeros años
Pedro nació en 1567, en Alcalá del Río, pueblo del reino homónimo que era uno de los cuatro de Andalucía y que formaba parte de la Corona de España así se hace constar en uno de los cuadros ubicados en la Sacristía de la Parroquia de la localidad junto al resto de sacerdotes famosos que dio la citada Villa.

### Vida religiosa
En 1582, con 15 años de edad, ingresó a la orden del Carmelo, donde profesó el 25 de noviembre de 1583. 

## Episcopado

### Obispo de Buenos Aires

#### Antecedentes
Llegó a provincial de su orden y en julio de 1619 fue propuesto al rey Felipe III de España para su nombramiento como obispo. 

#### Nombramiento
El 30 de marzo de 1620 fue nombrado por Camilo Borghese, Paulo V, como primer obispo de la nueva diócesis del Río de la Plata, con sede en Buenos Aires, capital de la Gobernación del Río de la Plata, aún sin estar consagrado sacerdote. 

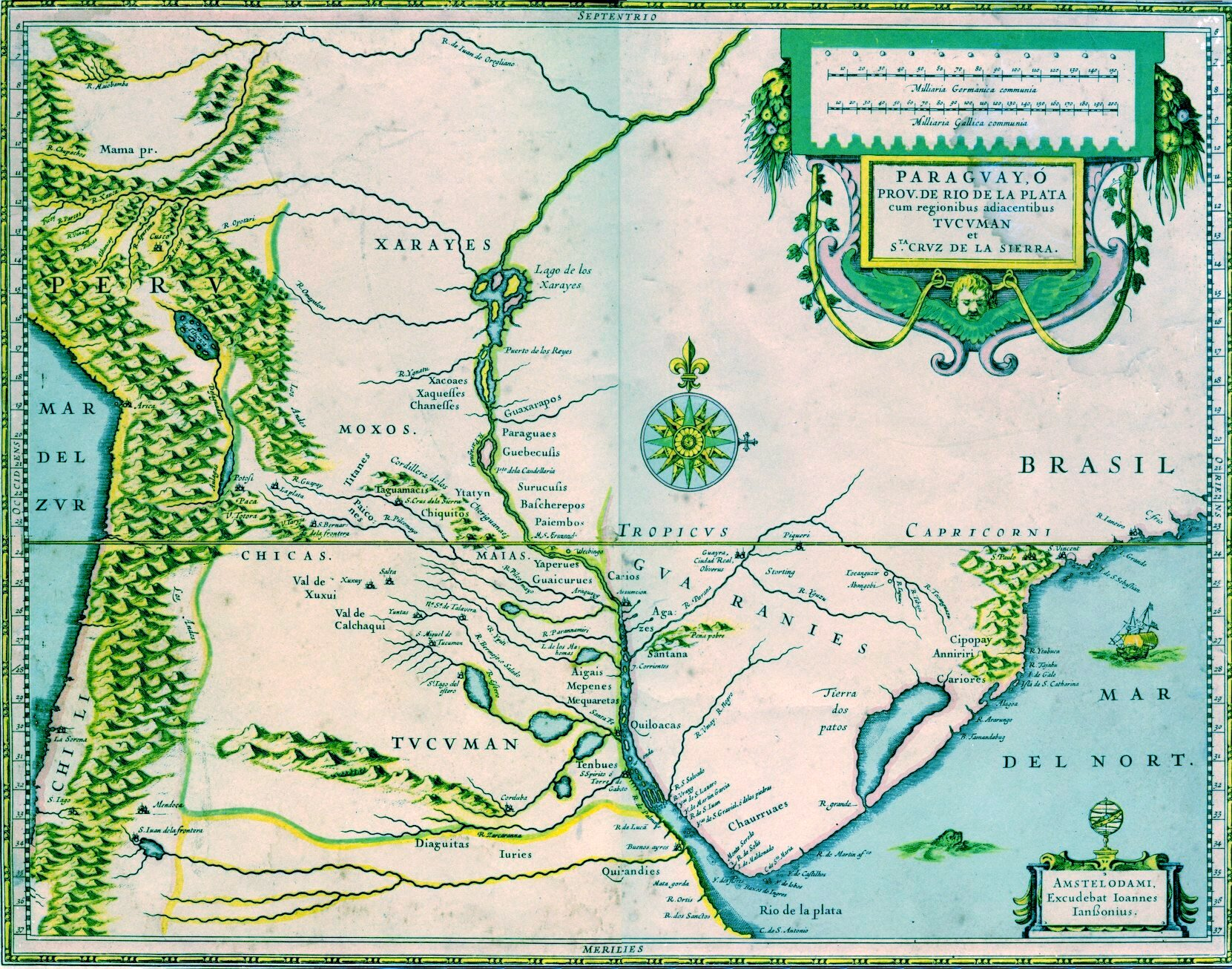
Gobernación del Río de la Plata (ca. 1600).

Arribó a Buenos Aires el 9 de enero de 1621, tomando posesión el 17 de enero de ese año. El 7 de marzo de 1621 inició la visita pastoral a su diócesis. En una carta enviada al rey, Carranza manifestaba acerca de la sede de su diócesis que apenas contaba con unas 100 casas, que había una sola iglesia de clérigos y que era "tan indecente que en España hay lugares en los campos de pastores y ganados más acomodados y limpios".

#### Ordenación episcopal
En el mes de mayo el obispo viajó a Santiago del Estero y el 29 de junio del mismo año recibió de monseñor Julián de Cortázar (obispo de la diócesis de Córdoba del Tucumán, por entonces con sede en la ciudad de Santiago del Estero) la plenitud del sacramento sacerdotal. 
A su regreso, de paso por Santa Fe se encontró con fray Tomás de Torres, designado nuevo obispo de Paraguay, quien le pidió que lo consagrase obispo. Permaneció un mes en esta ciudad en la que fundó una escuela de doctrina, inició la construcción de su iglesia mayor e impartió el sacramento de la confirmación, tras lo que pasó a los curatos y pueblos de indios calchines, mocoretaes y chinaes.

#### Obispado
Tras visitar la reducción de Santiago del Baradero, llegó finalmente a Buenos Aires el 16 de septiembre de 1621. El 26 de junio de 1622 proclamó la erección de la iglesia catedral. Se ocupó de la conformación del cabildo eclesiástico y estableció las normas básicas para la vida del clero, el culto público y la administración económica de la iglesia, que recibía exiguos fondos, lo que generó protestas de los feligreses por las exigencias de los diezmos. 
Durante su episcopado se fundaron en la ciudad varias cofradías especialmente la de Nuestra Señora del Carmen, la de San Roque y la del patrono de la ciudad San Martín de Tours.
De acuerdo a lo solicitado a los obispos por el Concilio de Trento, Carranza estableció un colegio seminario para la formación de candidatos a las órdenes en el clero secular, el que confió a los padres de la Compañía de Jesús. 
En Buenos Aires aún ejercía el mando Diego de Góngora, primer gobernador del territorio antes parte de la Gobernación del Río de la Plata. Góngora era un firme aliado de los principales contrabandistas de la ciudad, los llamados Confederados. Sus principales exponentes eran el sevillano Juan de Vergara, notario del Santo Oficio, y el portugués Diego de Vega, quienes tras ser perseguidos por Hernandarias con Góngora se habían convertido en los verdaderos dueños de la ciudad.
La fuerza del contrabando en Buenos Aires tenía connotaciones no solo delictivas sino razones económicas profundas, originadas en las restricciones al comercio por parte de la Monarquía que favorecían los intereses de la península y, en segundo lugar, de Lima, en perjuicio del Alto Perú y Buenos Aires.
Juan de Vergara era primo de Pedro Carranza, y posiblemente no fuera ajeno a su nombramiento. En 1627 el nuevo gobernador Francisco de Céspedes encarceló a Juan de Vergara con la intención de darle "garrote en la cárcel". Carranza reunió una multitud de partidarios, forzó la puerta de la cárcel y liberó a Vergara, tras lo que excomulgó a Céspedes, quien exigía la devolución del preso.
Céspedes pidió el auxilio de Hernandarias, quien autorizado por la Audiencia de Charcas viajó desde Santa Fe a Buenos Aires y gestionó que el obispo Carranza levantara la excomunión, hecho lo cual hizo procesar a Vergara en Charcas, lejos de la diócesis de su pariente, pese a lo cual el líder de los contrabandistas consiguió su absolución. 

## Fallecimiento
A fines de 1628 Carranza viajó al Alto Perú para asistir al Concilio Provincial de Charcas reunido en el año 1629. Regresó en junio de 1631 sumamente enfermo. Murió en Buenos Aires el 29 de noviembre de 1632, siendo sepultado en la catedral, bajo la mesa del altar mayor.

### Sede vacante
Ocuparon provisionalmente la sede vacante el canónigo deán Francisco de Saldivar (1633-1635) y el canónigo Lucas de Sosa y Escobar (1635-1636), tras lo que se hizo cargo de la diócesis el benedictino Fray Cristóbal de Aresti, obispo de Asunción del Paraguay.

## Sucesión
| Predecesor: Erección de la diócesis | 1.er Obispo de Buenos Aires 30 de marzo de 1620 - 29 de noviembre de 1632 | Sucesor: Cristóbal de Aresti |

- Datos: Q6068428